# Haurokoa
Haurokoa is een uitgestorven geslacht van weekdieren uit de klasse van de Gastropoda (slakken).

## Soorten
- Haurokoa bartrumi (Powell, 1938) †
- Haurokoa marwicki (Finlay, 1924) †
- Haurokoa woodi C. A. Fleming, 1955 †